# Кренц, Торстен
Торстен Кренц (нем. Torsten Krentz; 19 мая 1966, Деммин) — немецкий гребец-байдарочник, выступал за сборную ГДР в конце 1980-х годов. Участник летних Олимпийских игр в Сеуле, серебряный и трижды бронзовый призёр чемпионатов мира, победитель многих регат республиканского и международного значения.

## Биография
Торстен Кренц родился 19 мая 1966 года в городе Деммине. Активно заниматься греблей начал в раннем детстве, проходил подготовку в Нойбранденбурге, состоял в местном одноимённом спортивном клубе «Нойбранденбург».
Первого серьёзного успеха на взрослом международном уровне добился в 1988 году, когда попал в основной состав национальной сборной ГДР и благодаря череде удачных выступлений удостоился права защищать честь страны на летних Олимпийских играх в Сеуле — вместе с напарником Гуидо Белингом в двойках на километровой дистанции сумел дойти до финальной стадии, однако в решающем заезде финишировал пятым, немного не дотянув до призовых позиций.
После сеульской Олимпиады Кренц ещё в течение некоторого времени оставался в основном составе гребной команды ГДР и продолжал принимать участие в крупнейших международных регатах. Так, в 1989 году он побывал на чемпионате мира в болгарском Пловдиве, откуда привёз награды серебряного и бронзового достоинства, выигранные на дистанции 1000 метров в зачёте одиночных и четырёхместных байдарок соответственно. Гуд спустя выступил на мировом первенстве в польской Познани, где стал бронзовым призёром в одиночках на десяти километрах и в четвёрках на одном километре. Вскоре по окончании этих соревнований принял решение завершить спортивную карьеру, уступив место в сборной молодым немецким гребцам.